# 2000 Lieues à travers l’Amérique du Sud
2000 Lieues à travers l’Amérique du Sud ist ein Roman des französischen Schriftstellers Louis Boussenard (1847–1910) aus dem Jahre 1884. Zusammen mit De Paris au Brésil par Terre und Aventures d’un Héritier à travers le Monde wurde der Roman als Gesamtausgabe unter Aventures d’un Héritier à travers le Monde (1884) veröffentlicht. Er spielt in Südamerika im Jahr 1879 und beschreibt die Abenteuer von zwei Franzosen, die auf dem Landweg bis nach Brasilien reisen.

## Handlung
Der amerikanische Colonel Buttler will Waffen auf dem Schiff des Kapitäns Bob von Panama nach Peru schmuggeln, das mit Chile gegen Bolivien Krieg führt und deshalb Waffen benötigt. Nach 600 km Fahrt kentert die Goëlette wegen eines entgegenkommenden Schiffes. Als Buttler auf diesem seine zwei Feinde, Julien de Clénay und Jacques Arnaud, erkennt, entscheidet er mit dem Kapitän, diese in einem Leprosorium einzusperren, um sie danach zu töten.
Die beiden sind zwei Pariser Abenteurer, die auf dem Landweg von Frankreich bis nach Brasilien reisen wollen. Durch einen Mauerspalt flüchten sie aus dem Leprosorium und begeben sich in ein Dorf, wo man ihnen erzählt, dass Bob und Buttler gen Süden aufgebrochen sind. So machen sich die beiden auf, um sie quer durch Ecuador, Peru und Bolivien zu verfolgen.
In Ecuador holen sich Jacques und Julien am französischen Konsulat ihre Post, darunter einen Brief ihres Freundes Perrot und seiner Brüder, die ihm erzählen, dass sie für den Russen M. Alexis arbeiten und den Winter in Brasilien, auf einem zukünftigen Landgut Jacques, verbringen wollen. In Peru werden Jacques und Julien von einem Mann eingeladen, der in Wirklichkeit Polizeichef ist. Er nimmt sie und ihren Führer Esteban fest, weil er denkt, dass es sich um die Amerikaner Buttler und Bob handelt, die wegen Verrats gesucht werden. Die Amerikaner gaben sich acht Tage vorher mit Hilfe des Erbbriefs Jacques als Julien und Jaques aus, um das Erbe Jacques zu erhalten.
Die Franzosen befinden sich also wiederum im Gefängnis. Sie werden der Spionage schuldig gesprochen, erhalten aber das Recht, einen Brief an den französischen Minister zu schreiben. Esteban wird freigelassen und begibt sich nach Lima, um den französischen Minister zu treffen, aus Versehen trifft er aber auf das englische Konsulat, wo er dem Minister den Brief überreicht. Dieser entscheidet, den Franzosen zu Hilfe zu eilen. Die englischen Soldaten sprengen das Gefängnistor, befreien die Franzosen und nehmen die Peruaner gefangen. Die beiden Franzosen und Esteban setzen ihre Reise nach Brasilien zu Pferde fort.
13 Tage früher als geplant kommen sie auf dem Landgut an, wo ihnen ein Diener erklärt, dass sich der Erbe des Landguts schon vor drei Wochen mit dem Testament vorgestellt hat. Er führt sie zu diesem. Jacques will Buttler sogleich töten, als Christovao, der Verantwortliche des Testaments von Jacques’ Onkel, auftaucht. Jacques und Buttler geben vor, der Neffe zu sein, durch einen Trick kann Christovao jedoch den wahren Jacques ausfindig machen. Buttler und Bob bereiten den Angriff vor, als es plötzlich zu mehreren Explosionen kommt, die beide verletzen.
Perrot, seine zwei Brüder und M. Alexis tauchen auf, sie hatten von den Plänen Bobs und Buttlers erfahren und sich nahe dem Haus im Wald versteckt. Jacques erhält sein Erbe und zieht mit Julien ins Haus. Nach einiger Zeit kehren die Abenteurer nach Paris zurück, wo sie eine große Feier mit all den Freunden, die sie auf ihrer Reise kennenlernten, veranstalten.

## Ausgabe
Louis Boussenard: 2000 lieues à travers l’Amérique du Sud. Paris: E. Dentu, 1885.

## Weblink
- gallica.bnf.fr: 2000 Lieues à travers l’Amérique du Sud